# Arenzano
Arenzano (Rensén in ligure, Insën nella variante locale) è un comune italiano di 11 198 abitanti della città metropolitana di Genova in Liguria.

## Geografia fisica

### Territorio

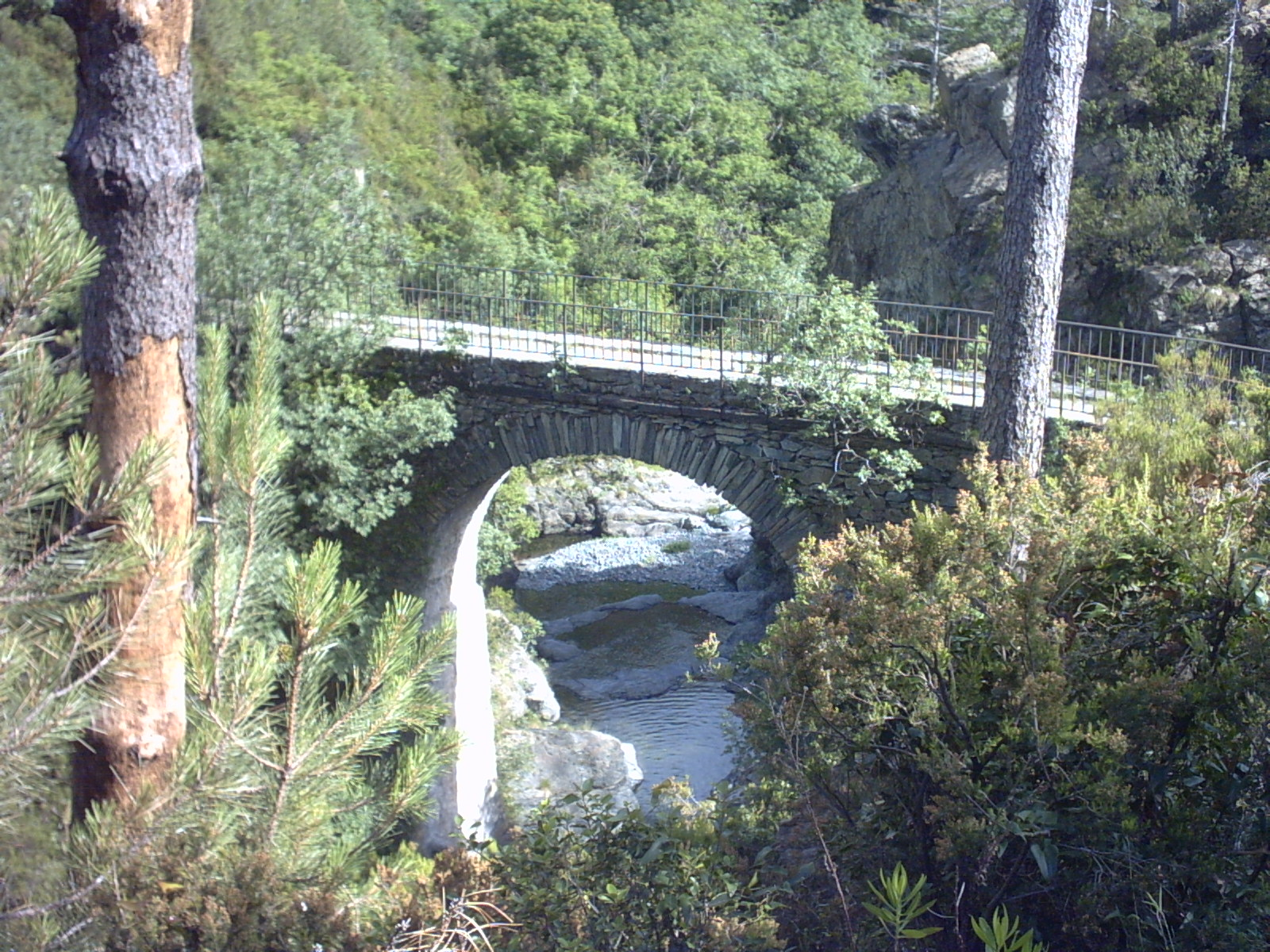
Ponte Negrone sulle alture di Arenzano

Il territorio arenzanese è situato sulla costa della Riviera ligure di ponente, all'interno di un'insenatura chiusa dal capo San Martino, ad ovest di Genova.
La maggior parte del territorio comunale, interamente compreso nel Parco naturale regionale del Beigua, è per i 2/3 di tipo montuoso con un'estensione territoriale che partendo dalla costa si dirama verso il crinale del massiccio del monte Beigua oltre i 1.000 m di altitudine; la massima altitudine dei 1.183 m s.l.m. è raggiunta dalla vetta del monte Reixa che, assieme alle vette del monte Rama (1.148 m) e del monte Argentea (1.082 m), fanno parte del territorio montuoso tra Arenzano e Cogoleto.
La morfologia del territorio è particolare, poiché alcuni tratti montani si affacciano direttamente sul tratto costiero, arrivando alla minima distanza tra mare e dorsale appenninica ligure di 5,7 km.
I principali corsi d'acqua sono il torrente Lerone, confine naturale tra le amministrazioni comunali di Arenzano e Cogoleto, e i torrenti Cantarena e Lissolo.

## Storia

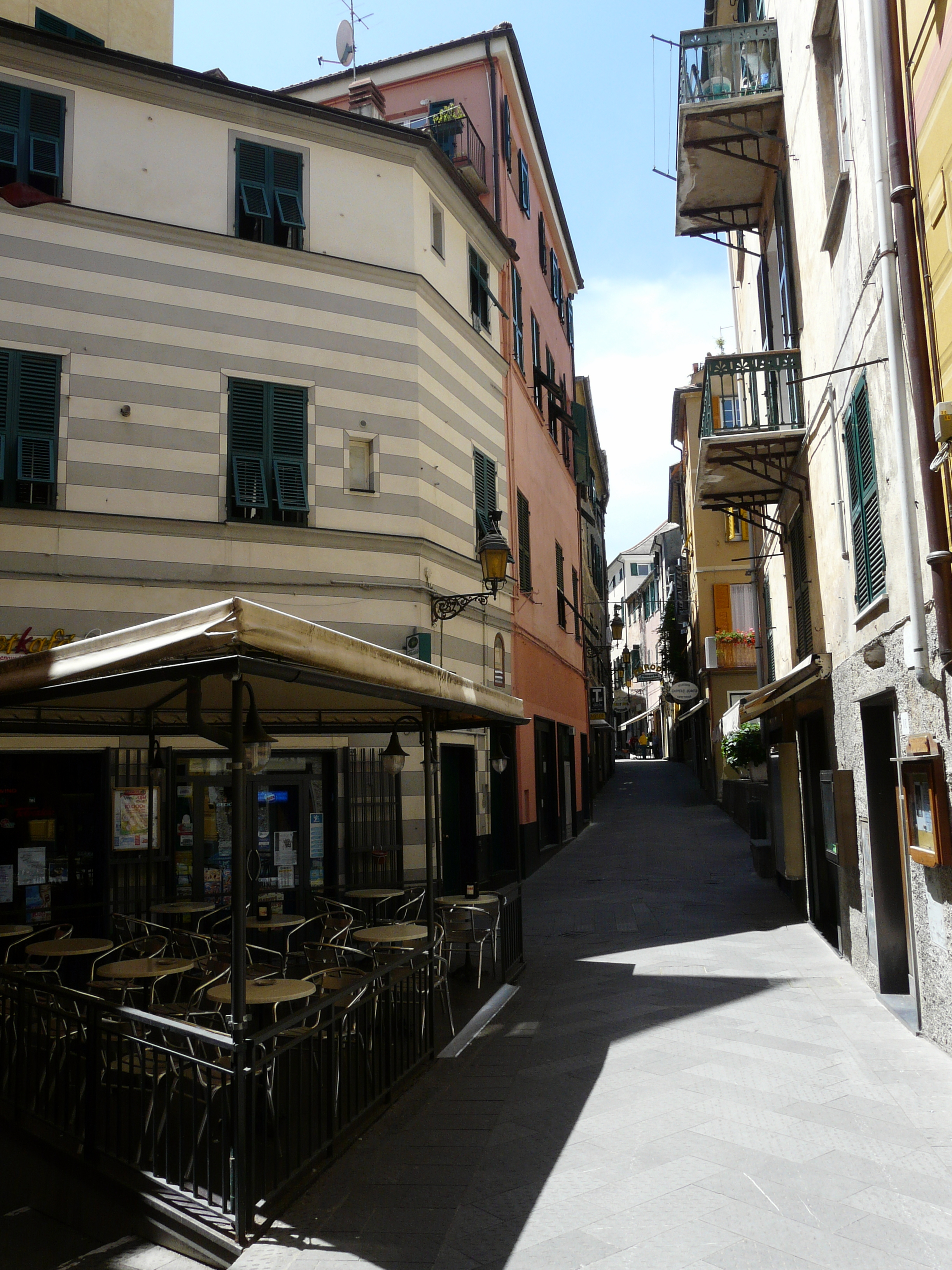
Scorcio di una via del centro storico

### Dalle origini al periodo tardoromano
Secondo le fonti storiche il primo insediamento abitativo fu legato ad un primitivo stanziamento dell'Impero romano nei primi secoli dopo Cristo. Proprio l'antico toponimo del comune, Arentianis, risalirebbe a una proprietà o possedimento della famiglia dei Liguri Arentii. Secondo altre ipotesi il toponimo deriverebbe dal nome romano Ara Jani (ovvero "altare di Giano") o ancora da "arx Jani" ("Rocca di Giano"). Secondo altre interpretazioni, il toponimo potrebbe derivare da arenae sinus (insenatura sabbiosa), o ancora dalle parole celtiche halen ("mare") e sine ("punta"), che significherebbero insieme "promontorio sul mare".
Legami con dominazioni precedenti e di epoca celto-liguri, sembrano essere poi alcuni toponimi locali come ad esempio quello di Capo Panagio, dove sembrerebbe identificarsi un riferimento al dio Pan o alle due parole fan che in celtico significa "fermare", "sostare", e la parola eaz che significa "comodo", quindi con riferimento al fatto che la terra di Arenzano potesse essere stata già in epoca antica un porto sicuro al quale attraccare.
All'epoca l'insediamento romano, Arentianis era collegato ad altre località del ponente ligure attraverso una strada mulattiera di circa 2 metri di larghezza e che scorreva a 120 metri sul livello del mare e giungeva da Vesima in località Campo, attraversando il torrente Lupara per poi portarsi sino all'attuale Piazza della Vittoria dove sorgeva un quadrivio che sviluppava il resto delle vie di un altro insediamento all'epoca presente nell'area, quello di Hasta, che corrispondeva all'attuale centro cittadino, il nome col quale il borgo divenne noto anche sulla Tabula Peutingeriana del III secolo. Su tale documento, inoltre, la località di Hasta è riportata come distante circa 20 miglia dalla città di Genua (Genova), ovvero 29,6 km, cifra che corrisponde esattamente alla distanza registrata attualmente dalle carte dell'Istituto Geografico Militare.
Testimonianze della Arenzano romana sono un'anfora risalente all'80 a. C. e rinvenuta nel mare locale nel 1955. Una seconda anfora è stata ritrovata nel 1987, sempre nel golfo arenzanese e risalente al I secolo a.C. Nel 1987 è stata rinvenuta inoltre parte di un'ancora del medesimo periodo.

### Il medioevo
Così come i centri e i borghi vicini seguì in epoca alto medievale, e quindi nel Medioevo, le vicissitudini storiche della vicina Genova. Nell'età medievale subì invasioni barbariche e nel X secolo fu occupato dai pirati saraceni che ne fecero un fortificato presidio.
Compreso nella Marca Obertenga, riprese vigore con la cacciata dei saraceni. Documenti e riferimenti del XII secolo attestano le antiche e principali attività del borgo di Arenzano: la cantieristica navale e la vita marinara che portarono gli abitanti nelle colonie genovesi della Corsica, del Mar Nero e dell'Oriente.
Territorialmente rientrò ben presto nei possedimenti della Repubblica di Genova ed in particolare della vicina Voltri alla quale Arenzano fu inglobata nella sua podesteria e nel successivo capitaneato. Sempre nel Medioevo riferimenti storici attestano la divisione del borgo, a seconda dei periodi, in due nuclei abitativi: Arenzano sottana e Arenzano soprana; quest'ultima potrebbe trattarsi dell'odierna frazione di Terralba, celebre per la notevole presenza di giacimenti di tufo.

### Il periodo moderno
Nel corso dei secoli, soprattutto nel XVII secolo, subì le incursioni dei pirati tanto da costringere la comunità locale a procedere a una fortificazione del borgo. Così come la repubblica genovese anche il borgo marinaro di Arenzano subì tra il 1746 e il 1747 le conseguenze della guerra di successione austriaca; a questo periodo storico le cronache locali ricordano le gesta del concittadino corsaro Capitan Romeo che, alleato dei Genovesi e dei Franco-Spagnoli, diede un modesto contributo nella guerra marittima contro gli Anglo-Austro-Piemontesi.

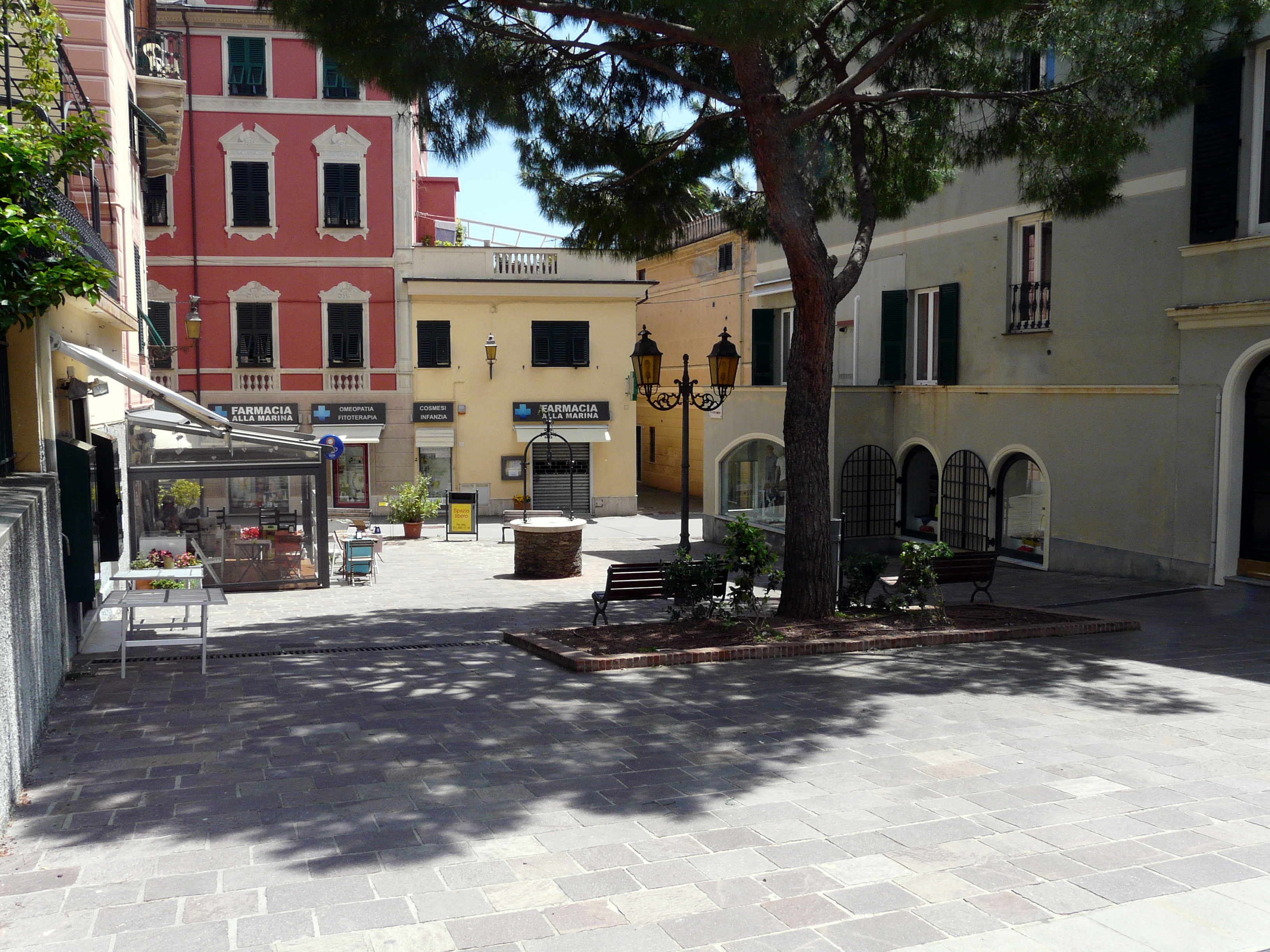
Una piazzetta del borgo arenzanese

Con l'avvento della dominazione napoleonica — che causò la caduta della Repubblica di Genova — il territorio di Arenzano rientrò dal 2 dicembre 1797 nel dipartimento della Cerusa, con capoluogo Voltri, all'interno della Repubblica Ligure; dal 28 aprile 1798 divenne il capoluogo del II cantone della giurisdizione della Cerusa e dal 1803 centro principale del IV cantone della Cerusa nella giurisdizione del Centro. Soppressa la repubblica e annessa al Primo Impero francese, dal 13 giugno 1805 al 1814 il territorio di Arenzano fu inserito nel dipartimento di Genova sotto la giurisdizione del circondario di Genova.
Con la caduta di Napoleone Bonaparte il territorio fu inglobato nel Regno di Sardegna — così come stabilì il congresso di Vienna — e successivamente nel Regno d'Italia dal 1861. Dal 1859 al 1926 Arenzano fu compresa nel XIII mandamento di Voltri del circondario di Genova dell'allora Provincia di Genova.
Sul finire del XIX secolo, dopo una prima flessione dello sviluppo economico, quest'ultimo ebbe una sostanziale ripresa con un nuovo avvio dell'attività cantieristica, cartaria e di altre industrie. Le dure condizioni della vita contadina e le restrizioni dei proprietari terrieri provocarono però da un lato il sempre più crescente fenomeno dell'emigrazione verso il ponente della Liguria, soprattutto nella zona agricola della piana di Albenga, nelle grandi e vicine industrie di Genova o ancora nelle Americhe. Fu in questo contesto di crisi che si alimentò e sfociò la rivolta popolare nei primi anni del XX secolo contro un possibile sfruttamento esterno delle risorse idriche.
Dopo la seconda guerra mondiale la sempre maggiore flessione dell'attività cantieristica navale porterà inevitabilmente alla nascita dello sviluppo turistico, con la conversione del litorale da sede di cantieri navali all'attività balneare estiva e l'apertura di nuove strutture ricettive vacanziere.
Dal 1973 al 31 dicembre 2008 è stata la sede amministrativa della Comunità montana Argentea.

### Simboli
Stemma
Gonfalone

Lo stemma comunale di Arenzano è rappresentato con la raffigurazione nel centro di una palma e sullo sfondo il mare. I simboli sono sormontati da una croce rossa in campo d'argento richiamante il vessillo di San Giorgio della Repubblica di Genova. Nel cartiglio sottostante lo stemma viene riportata la dicitura in lingua latina Hic manebimus optime ("Qui staremo ottimamente"). 

## Monumenti e luoghi d'interesse

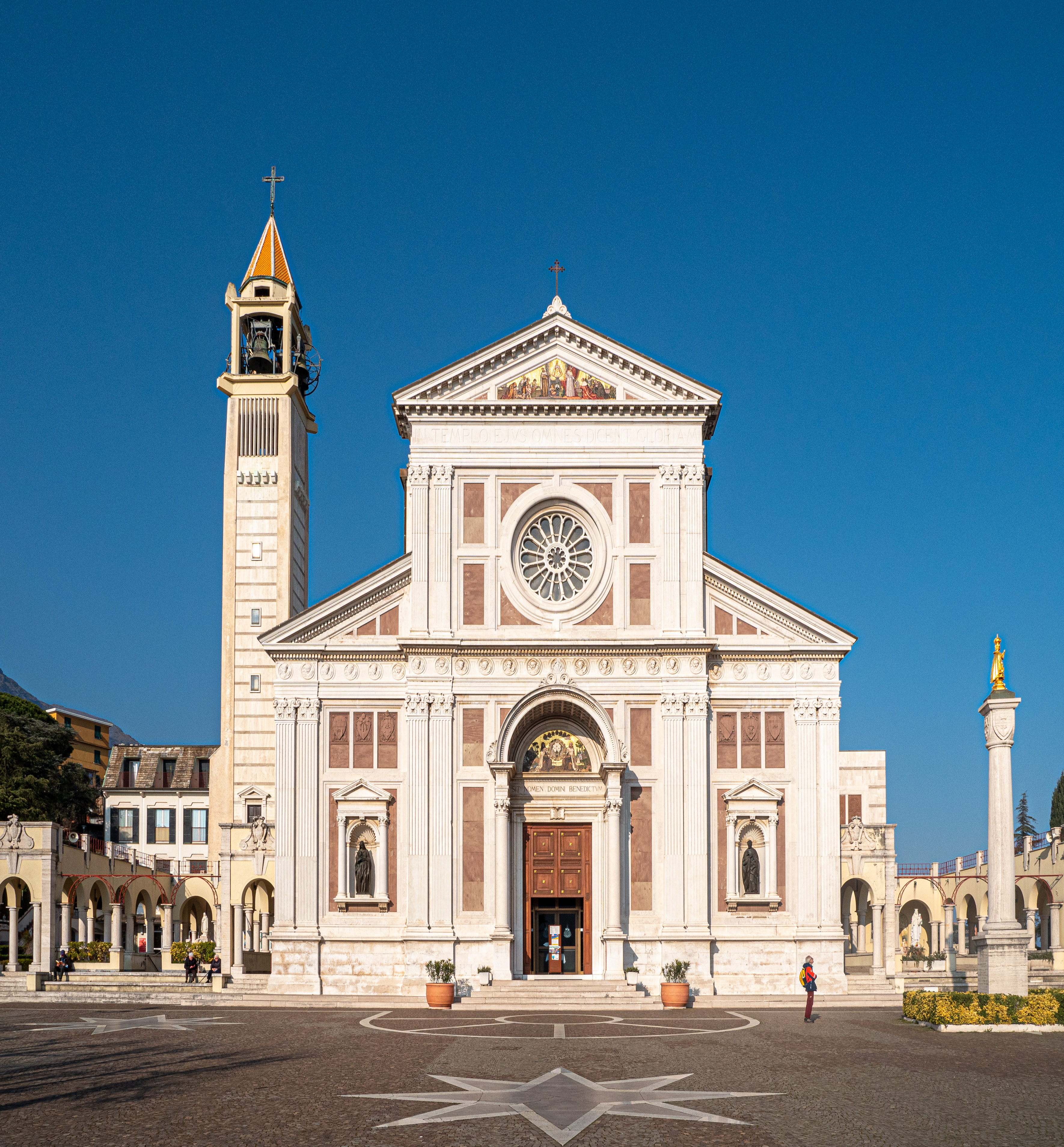
Il santuario del Bambino Gesù di Praga

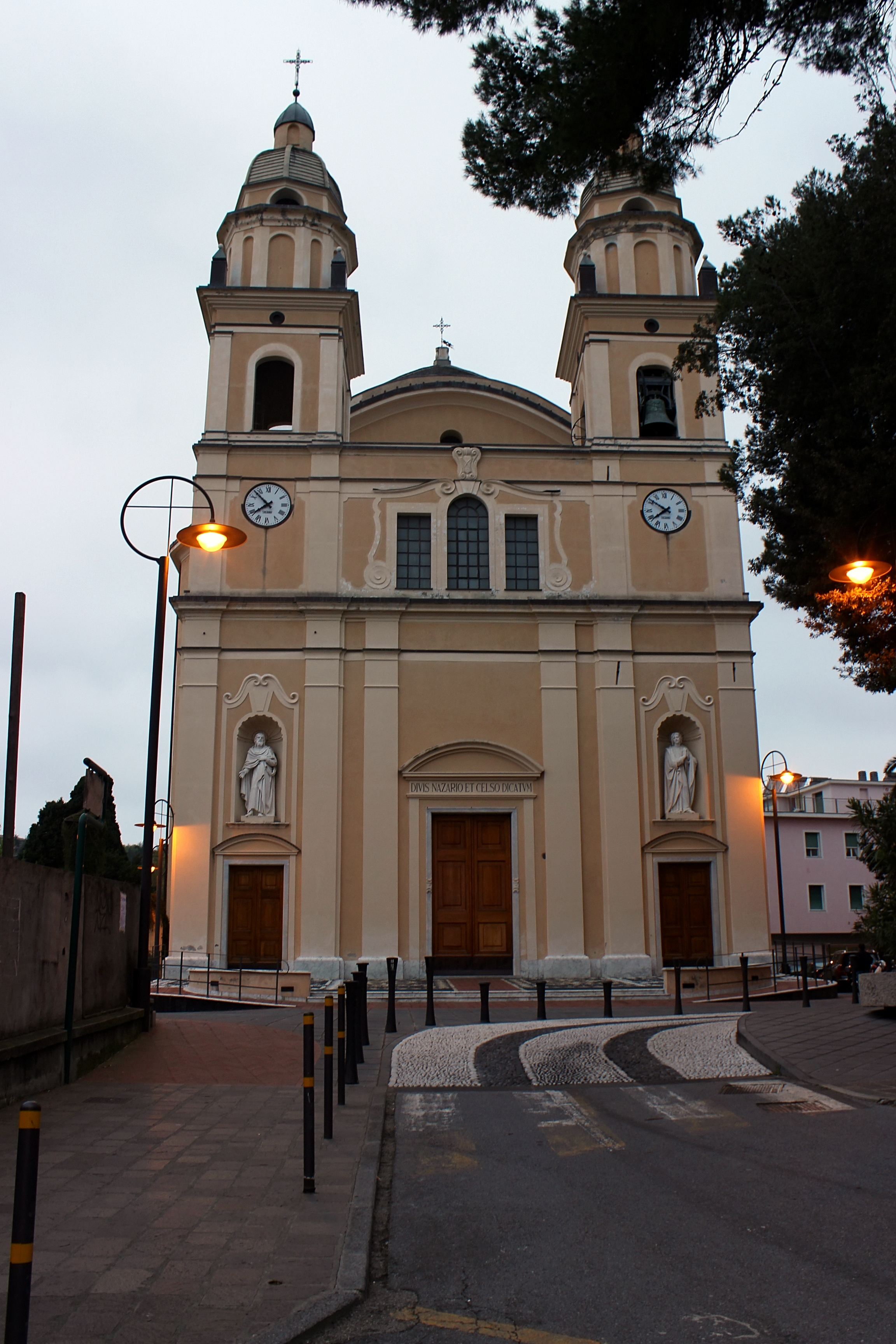
La chiesa parrocchiale dei Santi Nazario e Celso

### Architetture religiose
- Santuario del Bambino Gesù di Praga nel capoluogo. Eretto nel 1904, grazie alla devozione degli stessi abitanti nei confronti del Gesù Bambino di Praga. Secondo le fonti storiche locali ebbe origine nel 1628 quando la principessa praghese Polissena Lobkowitz offrì ai Carmelitani scalzi locali una statua in cera raffigurante il Bambino Gesù.
- Chiesa parrocchiale dei Santi Nazario e Celso nel capoluogo. Ricostruzione in stile barocco di un antico tempio religioso del XVIII secolo, fu eretto su progetto dell'architetto Antonio Maria Ricca a navata unica.
- Oratorio di Santa Chiara nel capoluogo. Costruito nel corso del XV secolo, adiacente alla parrocchiale dei santi Nazario e Celso. Dell'impianto originario sono ancora oggi conservati gli arredi, usati nel rito della processione, e gruppi di statue e crocefissi in legno della omonima confraternita. L'altare maggiore è del 1582.
- Santuario di Nostra Signora delle Olivete. Il tempio religioso è ubicato sulla collina detta Bicocca di Arenzano e, come si è potuto apprendere da antichi documenti, sembrerebbe che già nel 1607 vi fosse una piccola cappella dedicata alla Vergine Maria. All'interno del santuario mariano sono presenti numerosi ex voto, donati dai credenti per grazia ricevuta.
- Chiesa di San Sebastiano nel capoluogo, presso l'ex cimitero comunale. Fu edificata molto probabilmente intorno al XV secolo e nel corso dell'Ottocento divenne cappella cimiteriale. Un'importante opera di recupero e conservazione dell'edificio venne avviata tra il 1980 e il 1985; la sistemazione dell'antica zona cimiteriale, convertito in parco pubblico, è avvenuta nel 2014.
- Chiesa di Santa Maria Immacolata e San Giovanni Battista nel capoluogo, edificata nella seconda metà del XX secolo.
- Chiesa dei Santi Martino e Alessandro Sauli nel quartiere residenziale della Pineta di Arenzano. Disegnata e progettata dall'architetto Luigi Caccia Dominioni e dall'ingegnere Senise nel 1963, i lavori per la sua costruzione vennero avviati nel 1966 e conclusi nel 1967. L'altare è stato consacrato nel 1969 dal cardinale di Genova Giuseppe Siri.
- Chiesa di San Bartolomeo nella frazione di Terralba. Zona considerata dagli storici come il primo insediamento abitato della città. All'interno di pregio è una pala d'altare datata al XVI secolo. Riedificata a partire dal dicembre 1960 il restauro della facciata è stato eseguito nel 1998.

### Architetture civili

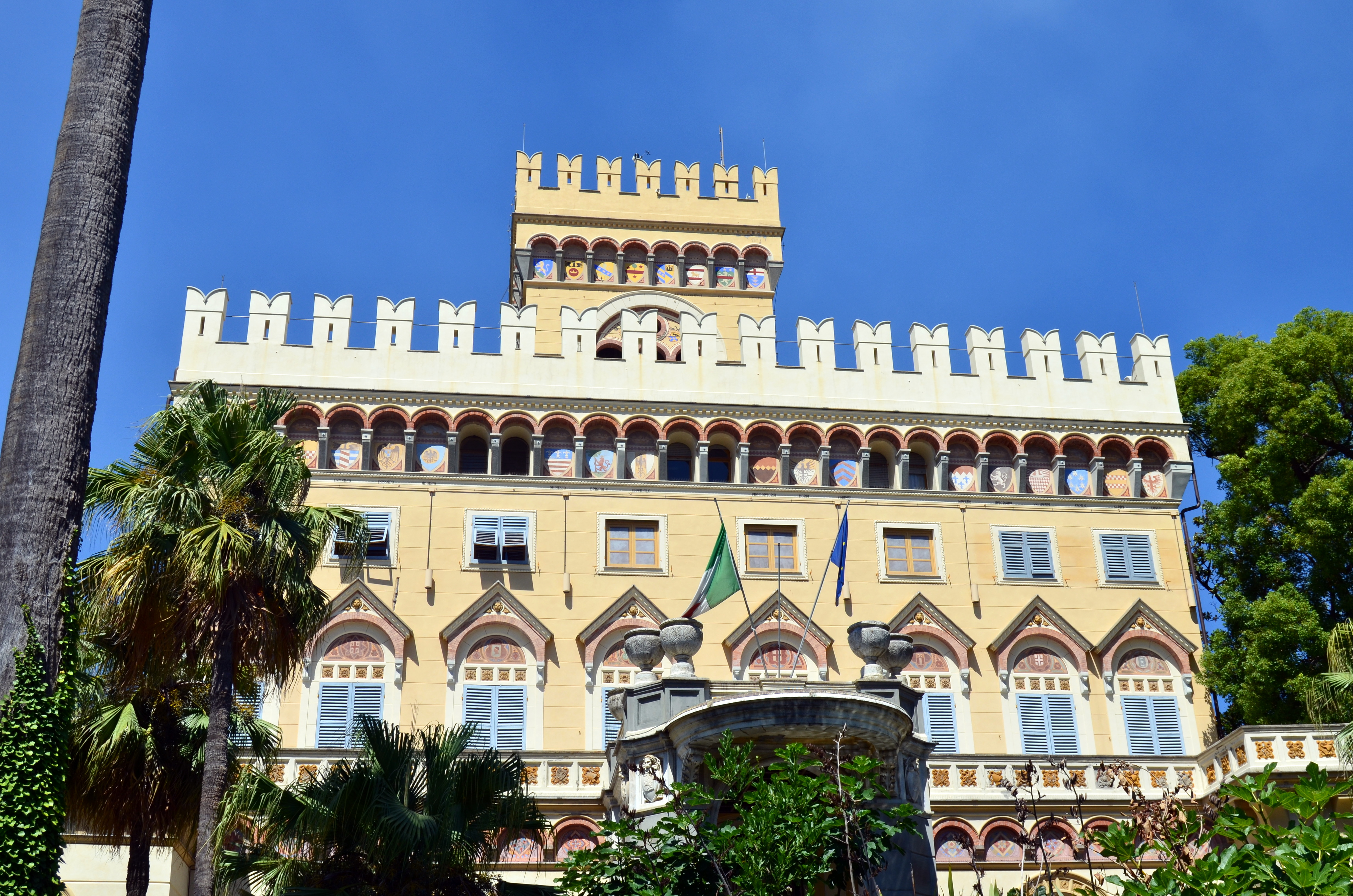
Villa Negrotto Cambiaso, sede del municipio.

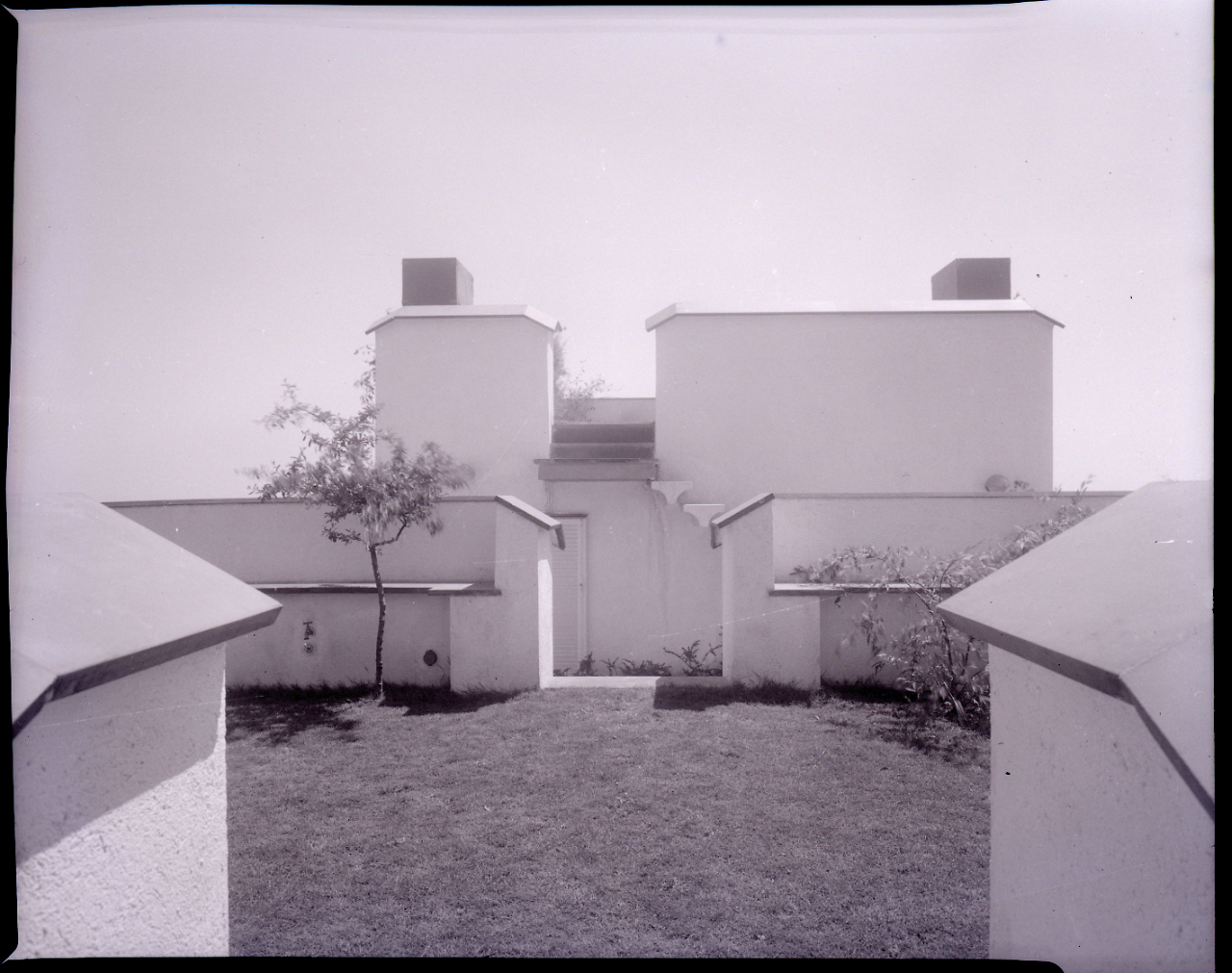
Villa Arosio, ad Arenzano Pineta, progettata da Vico Magistretti (1958). Foto di Paolo Monti, 1959.

- Villa Negrotto Cambiaso. L'edificio fu un'antica residenza nobiliare genovese, eretta nel corso del XVI secolo dal marchese Tobia Pallavicino nel centro della città. Rinnovata nel 1880 fu corredata da un parco all'inglese, poi aperto al pubblico, mentre la villa fu scelta come sede del municipio cittadino. Di pregio la serra in stile Liberty, in ferro e vetro, posta al centro del parco ad opera di Lamberto Cusani.
- Villa Maddalena, costruita dai padri somaschi nel 1690.
- Villa Figoli del XVIII secolo. Costruita nel 1874 in stile Liberty per volontà del conte Figoli, nel 1949 divenne di proprietà della Provincia di Alessandria che convertì l'area in un centro di soggiorno marino. Nel dicembre 2012 la villa è tornata a far parte[11] del patrimonio storico-architettonico dell'ente comunale arenzanese. Il complesso è circondato da un parco-giardino all'italiana di circa 35.000 m2.
- Villa Mina nei pressi della chiesa parrocchiale dei Santi Nazario e Celso.
- Villa Arosio, ad Arenzano Pineta, progettata da Vico Magistretti nel 1958.
- Palazzo Sant'Antonio nel capoluogo, edificato nel corso del XIX secolo e prima sede del palazzo municipale. Ospita attualmente la biblioteca civica "Giuseppe Mazzini".

### Architetture militari
- Torre dei Saraceni, eretta nel XVI secolo per l'avvistamento e difesa del litorale contro le incursioni piratesche.
- Torretta, eretta nel XVI secolo per l'avvistamento e difesa del litorale in direzione di Genova contro le incursioni piratesche.

### Aree naturali
Arenzano è collegata al contiguo comune di Cogoleto con un'unica passeggiata dotata di pista ciclabile e realizzata sul vecchio tracciato a mare della ferrovia Genova-Ventimiglia. Il lungomare è intitolato al cantautore genovese Fabrizio De André ed è stato inaugurato il 15 aprile 2006.
Nell'entroterra arenzanese si trova una località rinomata per i suoi percorsi torrentistici ed alpinistici, denominata "Cü du Mundu" (dal dialetto genovese, "culo del mondo", per la localizzazione remota e l'accesso impervio).
Ad un miglio e mezzo a ponente del porto di Arenzano, su un fondale di 74 metri, si trova il relitto della superpetroliera Haven di 250.000 tonnellate di portata, affondata il 14 aprile 1991 ed oggetto di numerose escursioni subacquee.
Nel territorio comunale di Arenzano è presente e preservato un sito di interesse comunitario, proposto dalla rete Natura 2000 della Liguria, per il suo particolare interesse naturale e geologico. Il sito è collocato tra i fondali della città metropolitana di Genova e della Provincia di Savona - condiviso tra i comuni di Arenzano, Cogoleto e Varazze - dove è segnalato un particolare habitat formato da praterie di posidonia oceanica. Tra le specie animali sono presenti i pesci: Centrolabrus melanocercus, Hippocampus ranulosus, Nerophis maculatus, Nerophis ophidion, Symphodus cinereus, Symphodus doderleini, Symphodus tinca, Syngnathus acus e Syngnathus typhle.

## Società

### Evoluzione demografica
Abitanti censiti

### Etnie e minoranze straniere
Secondo i dati Istat al 31 dicembre 2022, i cittadini stranieri residenti ad Arenzano sono 400, così suddivisi per nazionalità, elencando per le presenze più significative:
1. Romania, 81
2. Ucraina, 42
3. Marocco, 40
4. Albania, 20
5. Moldavia, 20

### Istituzioni, enti e associazioni
L'ente comunale di Arenzano dal 2003 ha dato inizio al progetto "C.C.R. - Consiglio comunale dei ragazzi" che consiste nella creazione di un organo comunale formato da soli ragazzi che esprimono le loro idee e le propongono al consiglio comunale per migliorare il paese, e per renderlo a "misura di ragazzo". Il progetto ha riscosso molto successo, e il primo Consiglio comunale dei ragazzi ha ottenuto diversi risultati positivi nell'arco dei due anni di lavoro.
Dal 1987 è attiva presso il piano nobile di villa Maddalena l'Accademia Musicale Teresiana con l'intento di organizzare corsi legati all'attività didattica musicale. Ad Arenzano ebbe sede il gruppo di ricerche clipeologiche ed ufologiche fondato da Luciano Boccone, il quale si occupò, tra gli altri, anche del noto caso di Fortunato Zanfretta, a cui è ispirato il film a scopo benefico InvaXön - Alieni in Liguria.

## Cultura

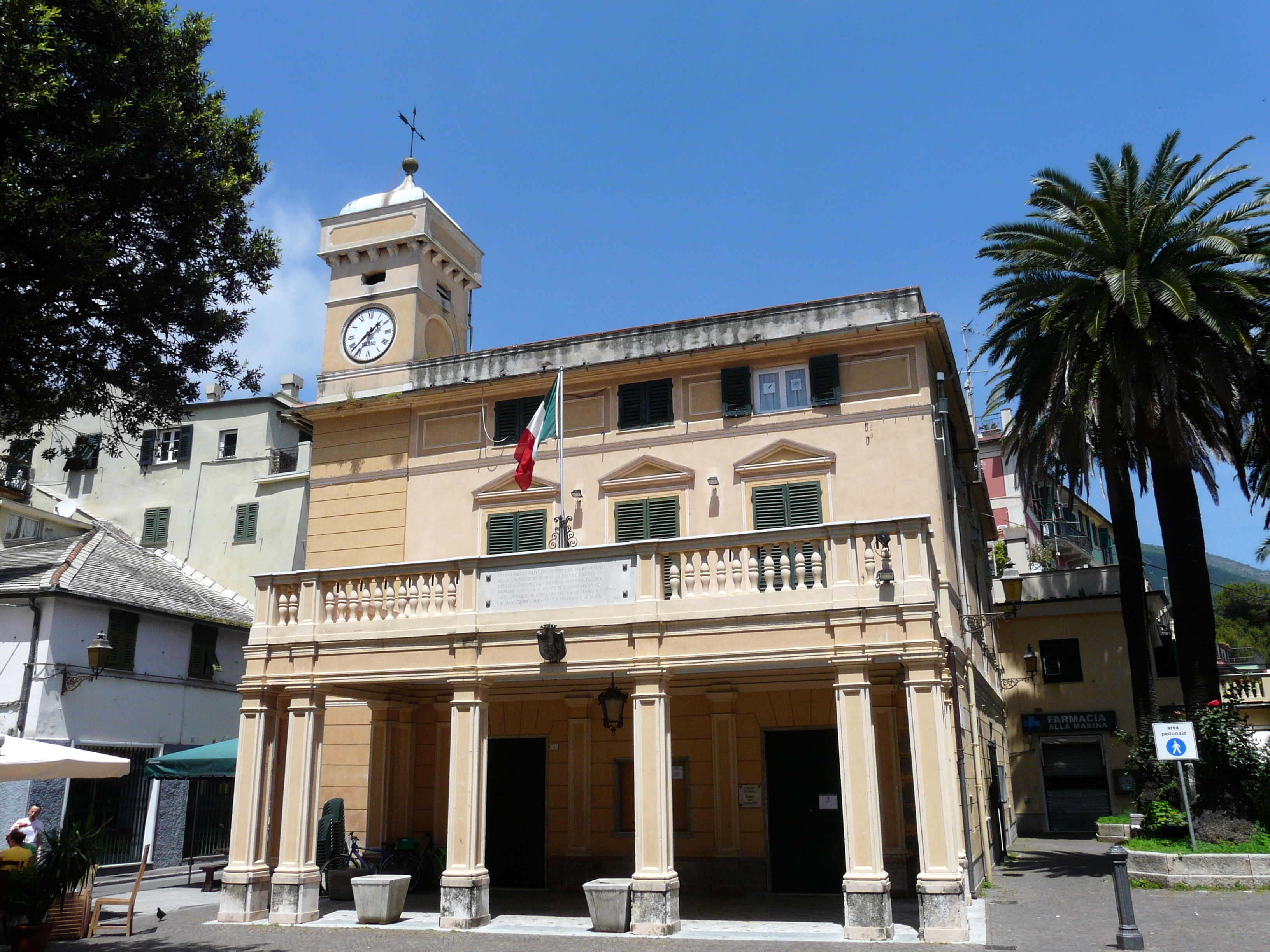
Palazzo Sant'Antonio, già palazzo municipale sul lungomare arenzanese.

(Tratto dalla poesia In una villa del poeta Giosuè Carducci, del 1889)

### Teatro
Dal 1993 ha sede nella villa Maddalena il Teatro Piccolo Il Sipario Strappato, fondato dall'arenzanese Lazzaro Calcagno regista, autore e attore professionista, membro con nomina regionale dell'Assemblea del Teatro Nazionale di Genova dal 2010 al 2015. Il teatro produce spettacoli anche con risonanza internazionale portando le proprie produzioni in Russia, in Germania, nella Repubblica Ceca, in Svizzera, in Inghilterra, in Canada e in Ungheria. Gestisce una stagione teatrale ospitando i nomi più importanti del teatro in Italia. Tiene corsi di recitazione per bambini, ragazzi e adulti, con una attenzione particolare all'inclusione sociale. Questo gli ha fatto avere nel 2009 un invito dall'Unicef in Ungheria per presentare i suoi metodi didattici per combattere il disagio giovanile e l'Università di Genova a presentare lezioni nell'Aula Magna per la Facoltà di Giurisprudenza.
Oltre a una qualificata stagione teatrale presenta anche un'importante rassegna di cabaret "la Risata Strappata Summer" che ospita i più importanti nomi della comicità italiana. Il Teatro Il Sipario Strappato, teatro di produzione, viene considerato uno dei più importanti teatri in Italia. Dal 2018 il teatro, pur mantenendo la sede in via Terralba 79 b, ha trasferito la propria stagione teatrale nel vecchio Casone di Terralba in via Marconi 165, che ha cambiato nome diventando il Teatro di Arenzano Il Sipario Strappato.

### Musica

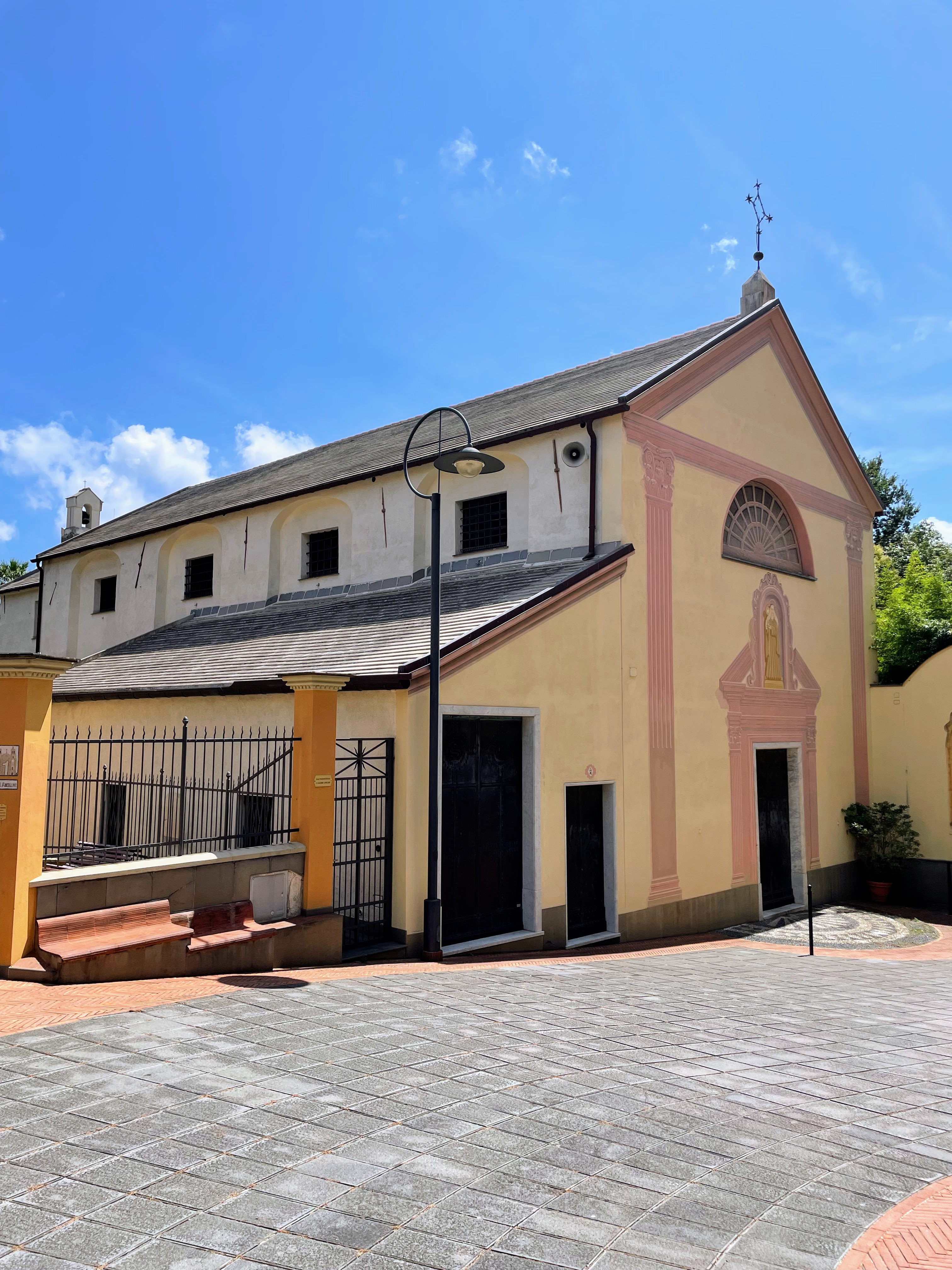
L'oratorio di Santa Chiara

La prima e storica banda musicale "Giuseppe Verdi" di Arenzano fu fondata nei primi anni del Novecento. Sciolta nel secondo dopoguerra, solamente anni più tardi venne costituito un nuovo gruppo folkloristico - la "Sciuscia e scioppa" (dal genovese "soffia e scoppia") - che partecipò quale rappresentante del folklore ligure al carnevale di Antibes nel 1962.
Nuovamente e per difficoltà economiche l'unica realtà musicale della cittadina si dissolse tra gli anni sessanta e settanta e per vedere la nascita di un nuovo complesso bandistico si dovette attendere il 1994 quando alcuni ex suonatori, e su spinta della stessa amministrazione arenzanese, daranno vita alla Banda Musicale "Città di Arenzano" che nel 2005 assunse il definitivo nome di Banda Musicale "Antonio Parodi" - Città di Arenzano in memoria del suo primo presidente.
Dal 2000 il complesso bandistico partecipa al Festival internazionale delle Bande Musicali (International Music Festival) e dal 2011 l'associazione è stata riconosciuta quale "gruppo di musica popolare e amatoriale di interesse nazionale". La sede sociale è ubicata presso la casetta vicina alla serra monumentale, all'interno del parco comunale di Villa Negrotto Cambiaso.

### Cucina
Tipica di Arenzano è la focaccia arenzanese, che altro non è che la famosa focaccia genovese cotta con lo stracchino in superficie, e la Mezza Carolina, un cocktail nato nel 1967 da un'idea di Ilio Ricchetti, a base di Schweppes all'arancia, Bitter Campari e vodka.

### Eventi

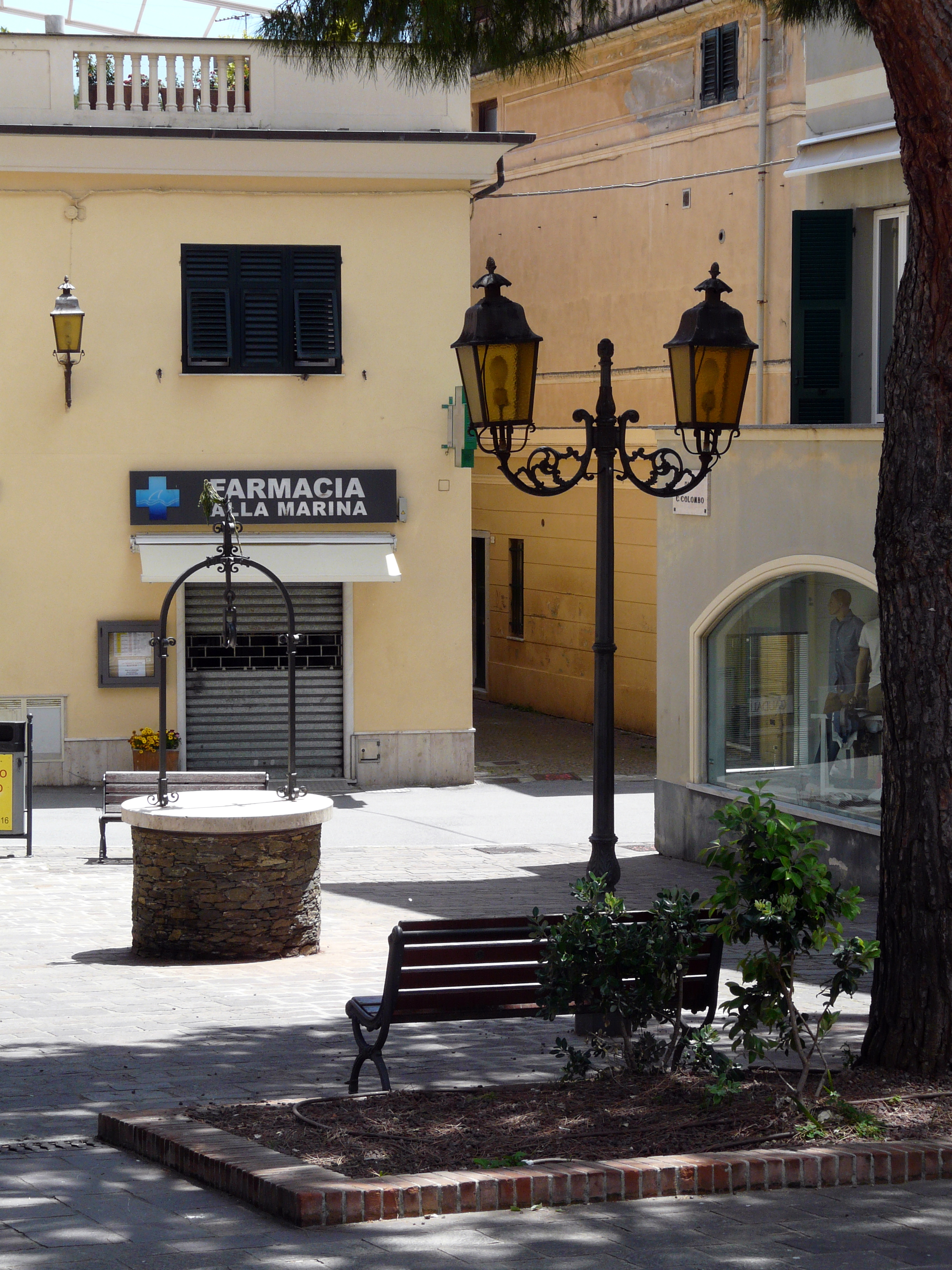
Uno scorcio di una piazzetta del borgo

Il comune di Arenzano organizza un considerevole numero di eventi e feste che ogni anno vengono ufficiate. L'evento più rinomato è quello della "Marcia Internazionale MARE&MONTI", che attira marciatori da tutto il mondo, si svolge il secondo fine settimana di settembre. In questa occasione vengono organizzate parate, incontri interculturali e feste di piazza. La marcia include solitamente tre o quattro percorsi che si snodano prima per le vie cittadine e poi per i molteplici sentieri sui monti.
Ogni estate vengono poi organizzati nella villa Figoli degli stage di danza con la partecipazione di importanti esponenti del mondo del balletto nazionale e internazionale. Vengono organizzati anche molti concerti in collaborazione con l'Accademia Musicale Teresiana di Arenzano, la banda cittadina di Arenzano e altre scuole di canto e musica.
Si svolgono importanti celebrazioni in occasione delle feste patronali dei santi Nazario e Celso il 28 luglio. Le strade vengono invase da bancarelle di tutti i generi e sfilate processuali si snodano per le vie del paese, e la sera fuochi artificiali illuminano il paese a giorno. Inoltre con la costruzione della nuova area pedonale d'estate si svolgono diverse feste delle associazioni culturali locali.
Ogni anno viene anche organizzata una Via Crucis per le strade cittadine e che termina nella chiesa parrocchiale dei Santi Nazario e Celso.
Ogni anno migliaia di pellegrini sono richiamati presso il santuario del Bambino Gesù di Praga dei Padri Carmelitani Scalzi. L'afflusso di fedeli è costante in tutto l'anno ma tocca il suo apice alla prima domenica di settembre quando si celebra la grande solennità di Gesù Bambino. Il culmine delle celebrazioni è da porre proprio nel primo week end del mese di settembre quando Gesù Bambino scende in mezzo ai fedeli per essere da tutti onorato.

## Geografia antropica
Il territorio comunale, vasto per 24,3 km2, comprende, oltre al capoluogo, l'unica frazione di Terralba e le località di Bicocca, Cantarena, Case Soprane, Campo, Gazzo e Terrarossa. Confina a nord con Sassello, in provincia di Savona, a sud è bagnato dal mar Ligure, ad ovest con Cogoleto e ad est con Genova nella delegazione di Voltri.

## Economia

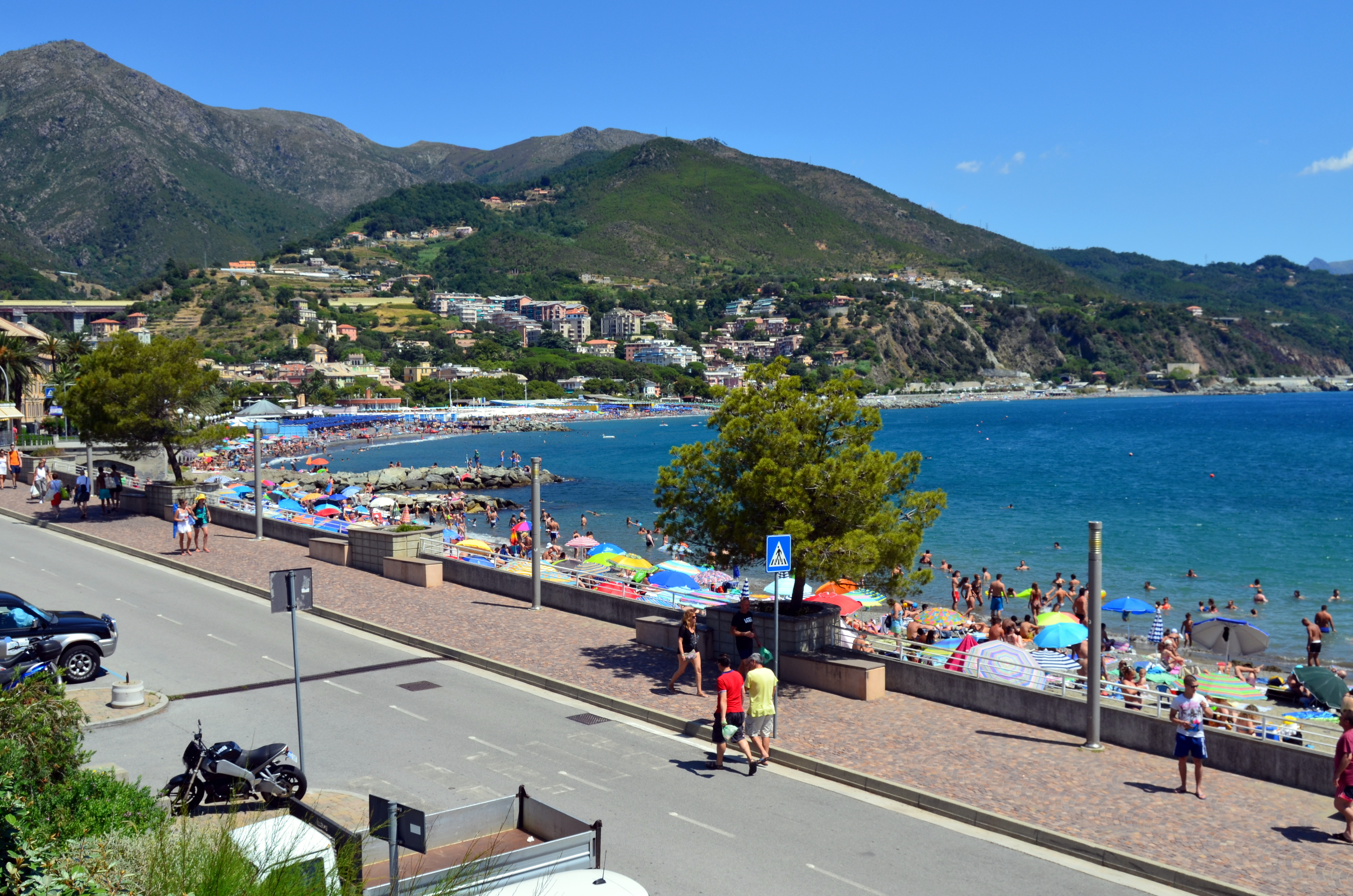
Scorcio della costa arenzanese

L'economia arenzanese si basa principalmente sul turismo. Sono molti infatti turisti italiani e non, che durante il periodo estivo invadono i lidi del paese. Sono presenti inoltre molte strutture ricettive come l'antico Grand Hotel del 1915, situato a pochi passi dal parco comunale di villa Negrotto Cambiaso e dal lido. Importante anche il porticciolo turistico.
Arenzano oltre a godere di un flusso turistico abbastanza considerevole possiede anche un centro industriale-terziario situato nella zona di Campo, tra Arenzano e il limitrofo comune di Cogoleto.
Storicamente celebre è stato il caso della fabbrica Luigi Stoppani, azienda chimica tra Arenzano e Cogoleto che produceva sali di cromo, di grande impatto ambientale ed ora in via di dismissione. La città nel passato ha potuto anche vantare un'importante industria cartiera situata nella valle del torrente Cantarena, che tutt'oggi si occupa del riciclo del materiale cartaceo.

## Infrastrutture e trasporti

### Strade

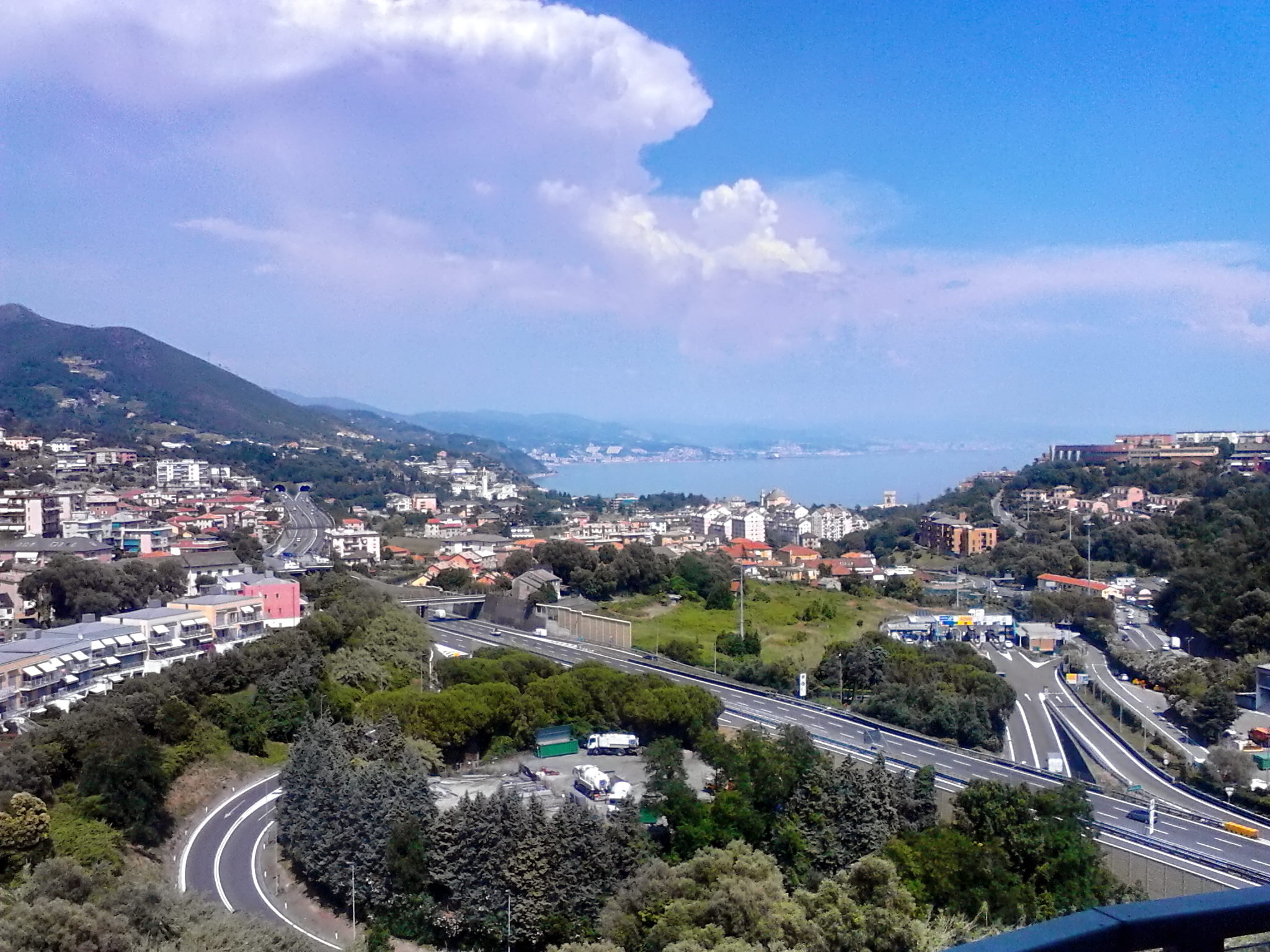
Lo svincolo dell'autostrada A10

La zona costiera di Arenzano è attraversata dalla strada statale 1 Via Aurelia la quale permette il collegamento stradale con Genova, ad est, e con Cogoleto ad ovest. Il comune è inoltre attraversato dall'autostrada A10 con la presenza di un proprio svincolo autostradale, posto al confine occidentale del comune.

### Ferrovie
La stazione di Arenzano è la fermata ferroviaria più vicina sulla linea Genova-Ventimiglia.

### Mobilità urbana
Dal quartiere genovese di Voltri un servizio di trasporto pubblico locale gestito dall'AMT garantisce quotidiani collegamenti bus tra il capoluogo genovese, Arenzano, Cogoleto e Varazze (SV).

## Amministrazione
| Periodo           | Periodo         | Primo cittadino            | Partito                                                       | Carica                    | Note   |
| ----------------- | --------------- | -------------------------- | ------------------------------------------------------------- | ------------------------- | ------ |
| 1872              | 1875            | Domenico Graffigna         |                                                               | Sindaco                   |        |
| 1875              | 1875            | Giovanni Battista Novaro   |                                                               | Sindaco                   |        |
| 1875              | 1878            | Edoardo Ghiglini           |                                                               | Sindaco                   |        |
| 1885              | 1900            | Giuseppe Boggiano          |                                                               | Sindaco                   |        |
| 1900              | 1901            | Diodato Sansone            |                                                               | Regio comm.               |        |
| 1901              | 1905            | Edoardo Ghiglini           |                                                               | Sindaco                   |        |
| 1905              | 1911            | Pierino Negrotto Cambiaso  |                                                               | Sindaco                   |        |
| 1911              | 1915            | Giuseppe Mina              |                                                               | Sindaco                   |        |
| 1915              | 1918            | Giovanni Toso              |                                                               | Sindaco                   |        |
| 1918              | 1920            | Francesco Calcagno         |                                                               | Sindaco                   |        |
| 1920              | 1920            | Umberto Melodia            |                                                               | Comm. pref.               |        |
| 1920              | 1924            | Pier Negrotto Cambiaso     |                                                               | Sindaco                   |        |
| 1924              | 1926            | A. Appiani                 |                                                               | Comm. pref.               |        |
| 1926              | 1933            | Cesare Festa               | PNF                                                           | Podestà                   |        |
| 1933              | 1940            | Giovanni Battista Parodi   | PNF                                                           | Podestà                   |        |
| 1940              | 1943            | Giovanni Battista Boggiano | PNF                                                           | Podestà                   |        |
| 1943              | 1945            | Pietro Giusti              |                                                               | Comm. pref.               |        |
| 1945              | 1945            | Antonio Giordano           |                                                               | Comm. pref.               |        |
| 1945              | 1946            | Giulio Zunino              |                                                               | Sindaco della Liberazione |        |
| 1946              | 1946            | Benedetto Caviglia         |                                                               | Sindaco                   |        |
| 1946              | 1948            | Emanuele Botticè           |                                                               | Comm. pref.               |        |
| 1948              | 1953            | Pio Daneri                 |                                                               | Sindaco                   |        |
| 1953              | 1957            | Giuseppe Chirone           |                                                               | Sindaco                   |        |
| 1957              | 1964            | Filippo Grammatica         |                                                               | Sindaco                   |        |
| 1964              | 1966            | Pier Lorenzo Clivio        |                                                               | Sindaco                   |        |
| 1966              | 1969            | Bruno Fazio                |                                                               | Sindaco                   |        |
| 1969              | 1971            | Costanzo Rollero           |                                                               | Sindaco                   |        |
| 1971              | 1972            | Tommaso Calcagno           | DC                                                            | Sindaco                   |        |
| 1972              | 1980            | Giorgio Marzocchi          | PCI                                                           | Sindaco                   |        |
| 1980              | 1985            | Nazario Gambino            | PSI                                                           | Sindaco                   |        |
| 20 settembre 1985 | 20 luglio 1990  | Fernando Masella           | DC                                                            | Sindaco                   |        |
| 27 luglio 1990    | 24 aprile 1995  | Fernando Masella           | DC                                                            | Sindaco                   |        |
| 24 aprile 1995    | 14 giugno 1999  | Pierfranco Ambrogio        | lista civica di centro-sinistra                               | Sindaco                   |        |
| 14 giugno 1999    | 14 giugno 2004  | Luigi Gambino              | lista civica di centro-sinistra                               | Sindaco                   |        |
| 15 giugno 2004    | 6 novembre 2006 | Luigi Gambino              | lista civica di centro-sinistra                               | Sindaco                   | [ 20 ] |
| 16 novembre 2006  | 28 maggio 2007  | Pasquale Gioffrè           |                                                               | Comm. straord.            | [ 21 ] |
| 29 maggio 2007    | 8 maggio 2012   | Luigi Gambino              | Centro Sinistra (lista civica di centro-sinistra)             | Sindaco                   |        |
| 8 maggio 2012     | 12 giugno 2017  | Maria Luisa Biorci         | Centrosinistra per Arenzano (lista civica di centro-sinistra) | Sindaco                   |        |
| 12 giugno 2017    | 13 giugno 2022  | Luigi Gambino              | Insieme per Arenzano (lista civica di centro-sinistra)        | Sindaco                   |        |
| 12 giugno 2022    | in carica       | Francesco Silvestrini      | Insieme per Arenzano (lista civica di centro-sinistra)        | Sindaco                   |        |

### Gemellaggi
Arenzano è gemellata con:
- Loutraki, dal 1957
- Pontoise, dal 1958
- Domburg, dal 1958
- El Jadida, dal 1964
- Tata, dal 1994
- Calasetta, dal 2009

## Sport
Ju-Jitsu 
Praticato da molti anni presso l'A.S.D. California Club ha ottenuto risultati nazionali ed internazionali nel Brazilian Jujitsu, Ne-Waza, Grappling, Fighting System e Jujitsu tradizionale, attualmente tesserata presso il CSEN (Centro Sportivo Educativo Nazionale) riconosciuto dal C.O.N.I..
 Calcio 
- A.S.D. Arenzano F.C.[23], militante nel campionato di Eccellenza Liguria.
- A.S.D. Old Boys Rensen, militante nel campionato di Prima Categoria.
- Nazario et Celso[24], militante nel campionato U.I.S.P.

 Subacquea 
L'8 giugno del 2008 è stata inaugurata la prima palestra subacquea, ad oggi l'unica in Italia, lungo il litorale arenzanese a 15 metri di profondità e per un'area complessiva di 1.200 metri quadrati.
Voluta e finanziata dalla Regione Liguria, con la collaborazione della Regione Toscana, della Regione Sardegna e del Ministero dello sviluppo economico, è una palestra composta da elementi in cemento armato utili per l'esercitazione dei subacquei (centro immersioni).
 Pallanuoto 
- Rari Nantes Arenzano vincitrice della Coppa Italia nel 1987 e della Coppa delle Coppe nell'anno 1988. Milita nel campionato di Serie A2 maschile.

 Rugby 
- Arenzano Rugby.[26]

 Subbuteo 
Nel 1974 fu disputato ad Arenzano il primo campionato italiano di Calcio da Tavolo al quale presero parte due giocatori per ogni regione d'Italia, qualificati tramite apposite selezioni regionali. A vincere fu proprio un giocatore arenzanese.
 Ciclismo 
Le squadre ciclistiche arenzanesi sono tre:
- G.S. Terralba;
- Fuori Giri;
- Senza Senso.

Per tre volte Arenzano è stata sede di arrivo di tappa del Giro d'Italia: la prima nel 1925, in partenza da Torino con la vittoria di Costante Girardengo; nel 1975 nella 15ª tappa Il Ciocco - Arenzano vinta da Franco Bitossi; l'ultima nel 2009, da Torino, vinta dal britannico Mark Cavendish.
Nell'ottobre 2006 ha avuto luogo il 1º Gp di Arenzano: un circuito passante per il centro da ripetere 35 volte, che si è concluso con la vittoria di Mirko Celestino davanti a Davide Rebellin. Il 10 luglio 2015 è stata sede di partenza della tappa Arenzano - Loano di 90 km del Giro d'Italia femminile professionistico.
Arenzano si trova lungo il percorso della "classicissima di primavera" Milano-Sanremo.
 Canoa polo 
Arenzano Canoa è una società dilettantistica attiva da 25 anni nella canoa, sia nel settore fluviale che in quello polistico. L'Arenzano Canoa Polo nell'anno 2004 ha vinto il campionato Italiano Under21. Nel 2009 la squadra Senior ha conquistato la promozione nella massima serie italiana, mentre la formazione U21 è andata vicina al secondo tricolore perdendo in finale contro il Siracusa.
 Pallavolo 
La pallavolo ad Arenzano è presente dal 1979 con la SPAL, poi confluita nel 1983 nella Polisportiva Arenzano. Molto attiva a livello giovanile, dal 2004 ha promosso il "Progetto VOLARE Volley", che racchiude in un'unica realtà sportiva la pallavolo di Genova Pegli, Prà, Palmaro, Voltri, oltre ai comuni di Mele ed Arenzano. Organizza da molti anni un torneo di minivolley nel secolare parco comunale di villa Negrotto Cambiaso, solitamente ai primi di giugno.
 Ginnastica 
La storia della ginnastica artistica ad Arenzano nasce negli anni ottanta del Novecento, quando una prima società, denominata Ars et Labor entra, nel 1983, a far parte della Polisportiva Arenzano come sezione ginnastica. Diventata Centro Avviamento allo Sport dal 1986, la sezione ginnastica della Polisportiva Arenzano partecipa alle gare di ginnastica artistica della Federazione Ginnastica d'Italia con atlete che riportano ottimi risultati in gare di categoria, partecipando alle gare di serie C nel 1992 e prosegue la partecipazione alle gare FGI e UISP.
Dal 2008, la società si stacca dalla Polisportiva, prendendo il nome con il quale è conosciuta oggi, ASD Ginnastica Arenzano. La società svolge attualmente, oltre a un'attività di ginnastica di base con il corso per i bambini in età di scuola materna (3-5 anni) e corsi per adulti, i corsi preparatori per la partecipazione alle gare della FGI e UISP per bambini e ragazzi dai 5 ai 18-20 anni, suddivisi nelle diverse fasce di età.
 Impianti sportivi 
L'impianto sportivo "Nazario Gambino" (costruito nel 1978, poi ristrutturato nel 1994 e nel 2009) è di proprietà comunale ed è affidato in gestione alla società sportiva Arenzano FC. Ha una capacità totale di 7.000 posti, ma dispone di appena 90 seggiolini.
L'area, di 11.200 m², comprende due campi da calcio in erba sintetica, uno a 11 e l'altro a 7, più una struttura polivalente e un parcheggio.
Fino al 2023 vi ha giocato alcune partite casalinghe il Genoa Primavera.
Dal 2020 è sede degli incontri interni del Genoa CFC Women.